# 井出薫
井出 薫（いで かおる、1976年12月15日 - ）は、日本の元女優である。テンカラットに所属していた。

## 略歴
1992年、中学校卒業後に私立高校へ進学する。中学在学中に『世にも奇妙な物語』でTVに初出演した。同年、JRの青春18きっぷポスター広告に起用された。1993年から、代々木ゼミナールのテレビCMに出演した。1994年、片岡Kが演出を担当したフジテレビ系『文學ト云フ事』に出演した。1996年、「C1000タケダ」のコマーシャルに出演した。相手役の男性とのキスシーンで、2人が一番接近する所を同商品の映像で隠されるという演出があった。同年9月23日、2冊目の写真集『fiato』発売記念で、初のサイン会を開催した。同年12月、当時演出家として活動していた片岡と結婚し、同時に芸能界を引退した。

## 出演

### テレビドラマ
- 世にも奇妙な物語　『さよなら蔵町キネマ』（1992年、フジテレビ系）
- 向田邦子新春ドラマシリーズ いとこ同志（1994年1月10日、TBS系） - 三女・亀子役
- ボクたちのドラマシリーズ 幕末高校生（1994年1月 - 2月、フジテレビ系）- おかよ 役
- 文學ト云フ事（1994年4月 - 9月、フジテレビ系）全22話
- 17才-at seventeen-（1994年8月4日のみ、フジテレビ系）ゲスト出演
- 東京大学物語（1994年10月 - 12月、テレビ朝日系） - 井上深雪役
- ステイション 最終話（1995年3月11日のみ、日本テレビ系） - ゲスト出演
- 南くんの恋人スペシャル もうひとつの完結編（1995年4月10日、テレビ朝日系） - 中原範子役
- 僕らに愛を!（1995年5月22日、フジテレビ系） - ゲスト出演
- しんドラ Virgin drive(1) （1995年6月27日、日本テレビ系）
- HEARTにS!（1995年8月14日、フジテレビ他）
- 新婚なり!（1995年7月 - 9月、TBS系）全12話 - 横沢千秋役
- ザ・シェフ（1995年10月 - 12月、日本テレビ系）全9話 - 柏木紀子役
- イナゴ課長のご栄転日記（1996年3月27日、NHK総合）
- 将太の寿司（1996年4月 - 9月、フジテレビ系）全16話 - 渡辺久美子役

### その他テレビ番組
- 音効さんスペシャル（1994年4月4日、フジテレビ系）

### 映画
- OL忠臣蔵（1997年）
- インストール（2004年）- 雅 役

### テレビCM
- 代々木ゼミナール
  - 受験と私編（1993年）
  - やるぞ編（1994年）
  - すごいやる気編（1995年）
- ニベア花王・シャインフローネ（1993年 - 1994年）
- 富士写真フイルム・リアラ（1993年）- 雑誌媒体
- ヤマザキビスケット
  - プチコーン（1994年）
  - オレオチョコレートパイ（1994年 - 1995年）
  - オレオクランチチョコレートバー（1995年 - 1996年）
- 北陸銀行（1994年 - 1997年ごろ）
- 日産自動車・プレセア 新登場編（1995年）
- 資生堂・EXトリートメント（1995年）
- 武田食品工業・C1000タケダ（1996年）
- ITJ・国際電話（1996年）

### ポスター広告
- JRグループ・青春18きっぷ（1992年）
- 自治省＆運輸省・旅フェア（1995年）
- 警察庁・カレンダー（1997年）

## 受賞歴
1994年
- 第3回ザテレビジョンドラマアカデミー賞 新人俳優賞（『東京大学物語』）[1]

## 書籍

### 写真集
- 17才・セブンティーン（1994年、コンパス）ISBN 4906407242
- fiato（1996年、ワニブックス）ISBN 4847024389

### その他
- 旅少女（1996年、光文社）9人の美少女の1人として登場。